# IMesh
iMesh é um aplicativo de compartilhamento de arquivos que utiliza de sua própria rede, além da rede Gnutella2 como o Kazaa, eMule. Ele usa o compartilhamento Peer-to-Peer ou P2P, onde uma pessoa compartilha arquivos de música, vídeos ou qualquer outra mídia de computador direto com outra pessoa/computador, sem intermediários. A licença do software é freeware (software gratuito/não livre).
É caracterizado por alguns programas como o Microsoft Anti-spyware ou Ewido como portador de spywares.